# Ilex glabra
Ilex glabra là một loài thực vật có hoa trong họ Aquifoliaceae. Loài này được (L.) A. Gray mô tả khoa học đầu tiên năm 1856.

## Hình ảnh

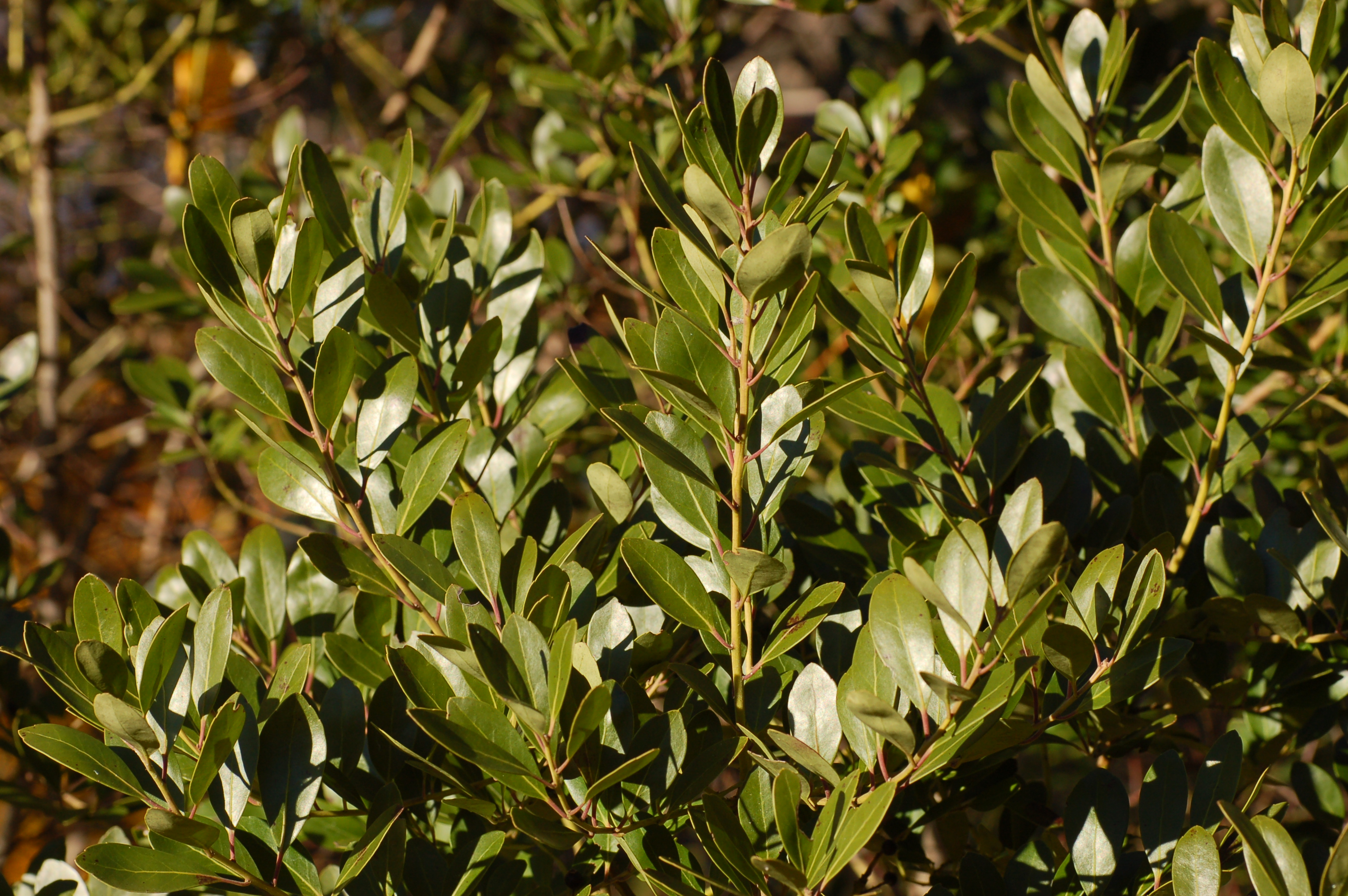
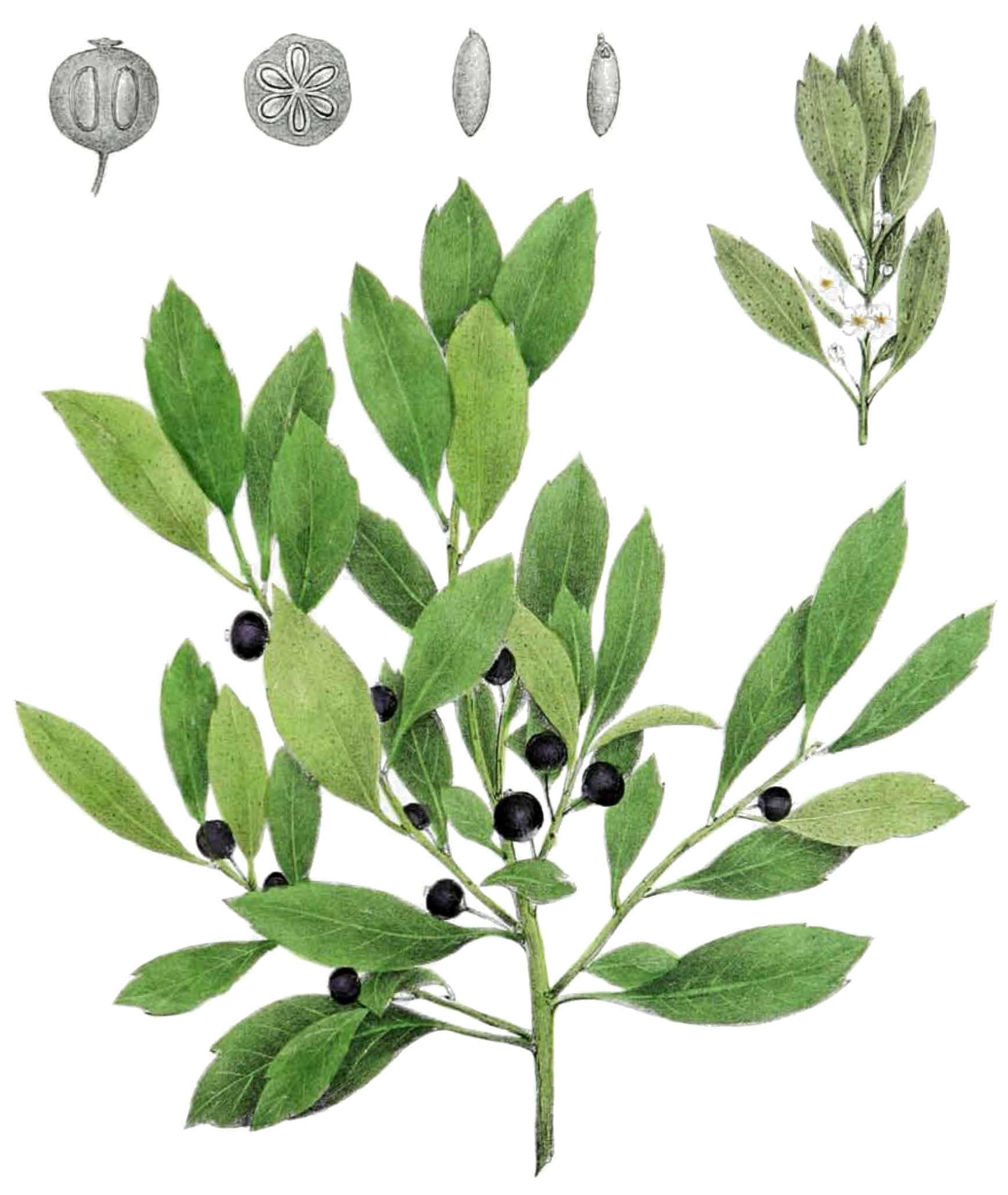
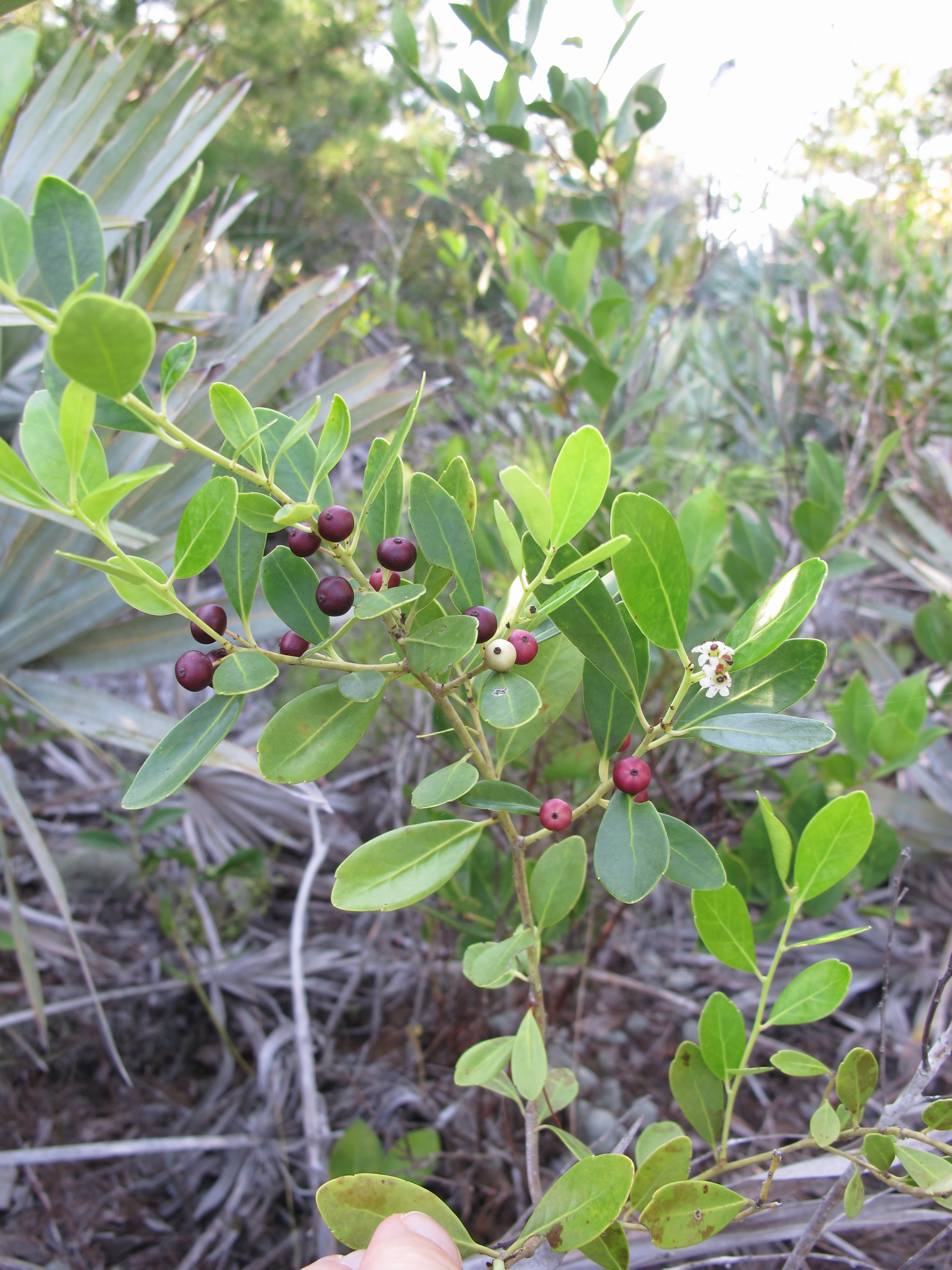
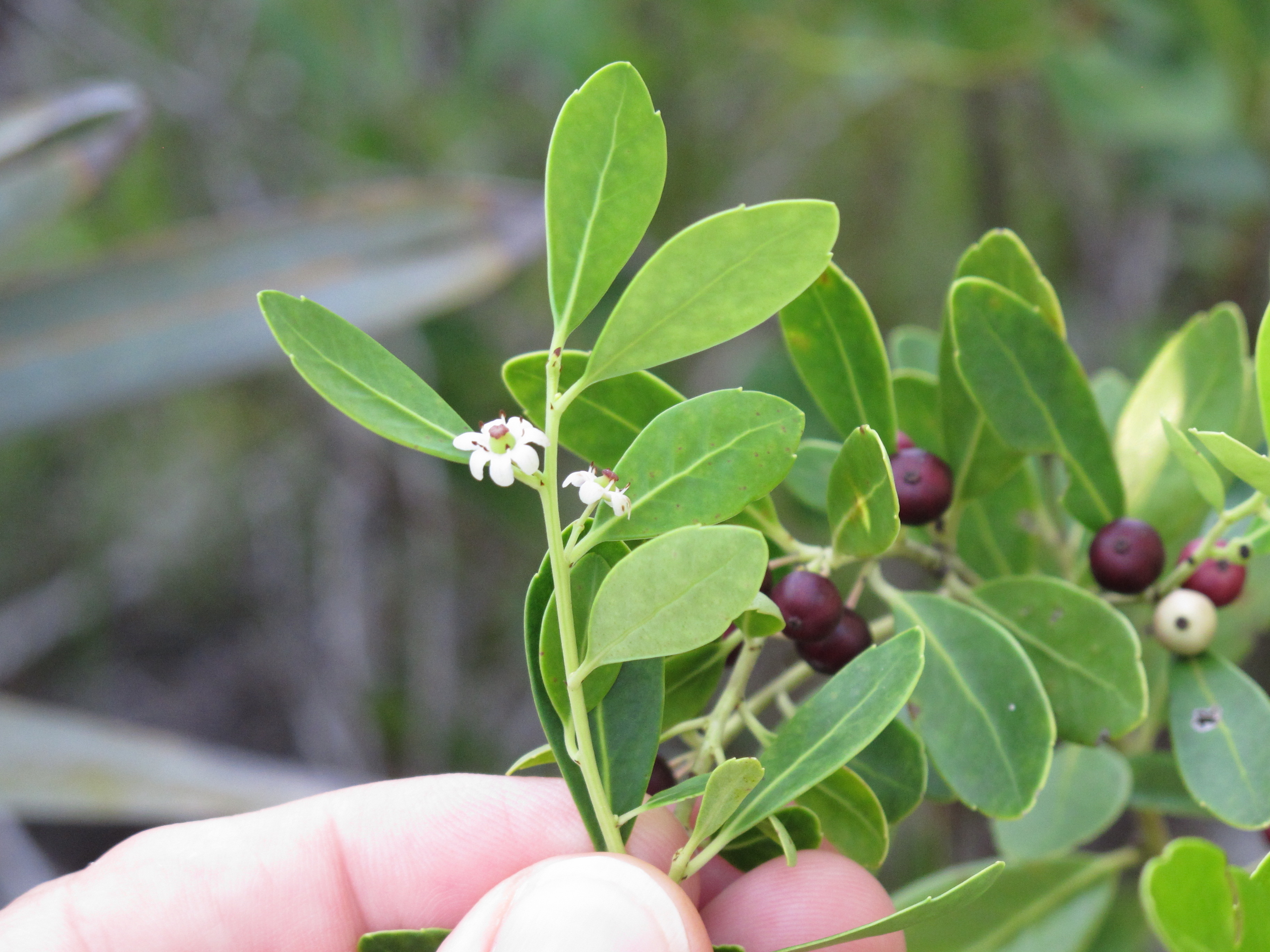